# Hlane
Hlane es un tinkhundla situado en el distrito de Lubombo de unos 7000 habitantes.